# Liste der Teiche der Revierwasserlaufanstalt Freiberg
Die Teiche der Revierwasserlaufanstalt Freiberg umfassen gegenwärtig elf 1 kleinere und größere Stauteiche, von denen acht wegen ihrer Größe den Talsperren zuzuordnen sind. Sie entstanden ab 1557/1558 als Kunstteiche im Revier um Freiberg, als die Wasserhaltung im Bergbau die Heranführung von immer größeren Wassermengen erforderlich machte. Nach Einstellung des Bergbaus wurde noch der Konstantinteich als Oberbecken des Kavernenkraftwerks Dreibrüderschacht angelegt. Die Stauteiche werden heute von der Landestalsperrenverwaltung Sachsen betrieben.

## Tabelle der Teiche
BWv=Betriebswasserversorgung, F=Fischerei, HWS=Hochwasserschutz, K=Wasserkraft, NEG=Naherholungsgebiet, NSG=Naturschutzgebiet, TWv=Trinkwasserversorgung, FFH=Fauna-Flora-Habitat
| Name                                               | Teil der RWA | Koordinaten                  | Höhe m ü. NN | Bauzeit                      | Damm- länge (m) | Stau- raum (Mio. m³) | Fläche (ha) | heutige Nutzung         |
| -------------------------------------------------- | ------------ | ---------------------------- | ------------ | ---------------------------- | --------------- | -------------------- | ----------- | ----------------------- |
| Dittmannsdorfer Teich                              | Obere        | 50° 42′ 1″ N, 13° 23′ 31″ O  | 571,6        | 1826–1828                    | 282             | 0,459                | 10,6        | BWv, HWS, K, F, FFH     |
| Bergwerksteich (Bierwiesenteich) 2                 | Obere        | 50° 42′ 22″ N, 13° 21′ 38″ O | ca. 565      | 1813                         |                 | 0,010                | 1,0         | BWv; seit 1997 zur RWA  |
| Dörnthaler Teich                                   | Obere        | 50° 43′ 31″ N, 13° 20′ 27″ O | 561,8        | 1787–1790, 1842–1844         | 300             | 1,215                | 19,5        | TWv, HWS, F, FFH        |
| Obersaidaer Teich                                  | Obere        | 50° 46′ 15″ N, 13° 20′ 10″ O | 550,2        | 1728–1734                    | 214             | 0,128                | 5,7         | TWv, HWS, F, FFH        |
| Oberer Großhartmannsdorfer Teich                   | Obere        | 50° 47′ 2″ N, 13° 19′ 35″ O  | 534,6        | 1591–1593, mehrfach umgebaut | 531             | 0,966                | 21,2        | TWv, BWV, HWS, F, FFH   |
| Landteich (Gelobt Lander Teich)                    | Obere        | 50° 51′ 0″ N, 13° 19′ 6″ O   | 507,5        | vor 1570                     | 474             | 0,019                | 3,8         | F; nicht mehr zur RWA   |
| Mittlerer Großhartmannsdorfer Teich                | Untere       | 50° 48′ 24″ N, 13° 19′ 11″ O | 504,7        | 1726–1732                    | 632             | 0,908                | 12,1        | BWv, NEG, F             |
| Unterer Großhartmannsdorfer Teich (Zehntler Teich) | Untere       | 50° 48′ 30″ N, 13° 20′ 22″ O | 492,0        | vor 1524, 1568–1572          | 494             | 1,680                | 61,0        | BWv, F, NSG, FFH        |
| Erzengler Teich                                    | Untere       | 50° 51′ 8″ N, 13° 20′ 22″ O  | 496,1        | 1569–1570                    | 204             | 0,176                | 8,0         | BWv, HWS, NEG, F        |
| Rothbächer Teich                                   | Untere       | 50° 51′ 24″ N, 13° 20′ 40″ O | 482,8        | 1568–1596                    | 248             | 0,096                | 2,8         | BWv, F, FFH             |
| Lother Teich (Mühlteich)                           | Untere       | 50° 51′ 34″ N, 13° 20′ 49″ O | 470,0        | um 1568                      | 104             | 0,044                | 2,4         | TWv; nicht mehr zur RWA |
| Konstantinteich                                    | Untere       | 50° 52′ 33″ N, 13° 20′ 27″ O | 475,1        | um 1580, 1912–1913           | 498             | 0,035                |             | BWv                     |
| Hüttenteich (Großer Hüttenteich)                   | Untere       | 50° 52′ 34″ N, 13° 21′ 33″ O | 446,1        | 1558–1560                    | 443             | 0,325                | 16,0        | BWv, HWS, F, FFH        |

Zu den kurfürstlichen Bergwerksteichen gehörte auch der im 16. Jahrhundert angelegte Rotvorwerksteich, der Gruben im oberen Teil von St. Michaelis mit Aufschlagwasser versorgte. Nach der Zäpfung seiner fünf Quellen durch die Grube Beschert Glück hinter den Drei Kreuzen zu Beginn des 19. Jahrhunderts verlor er seine Bedeutung als Bergwerksteich.
weitere Teiche
Im Freiberger Bergrevier existieren zahlreiche weitere Teiche, die mit dem Bergbau in Verbindung stehen, aber nicht zur RWA gehörten:
- Oberer und Unterer Pochwerksteich, früher Himmelsfürster Teiche, Langenau, entstanden 1570
- Großer Teich (Freiberg), auch Soldatenteich genannt, Badeteich
- Mittelteich, Stadtwald Freiberg, entstand im 15. Jahrhundert
- Erzwäsche, Freiberg
- Zechenteich, Großschirma, entstand um 1600
- Neuer Teich, auch Kühschachter Teich, entstand zwischen 1680 und 1682, gebrochen 1839

## Galerie

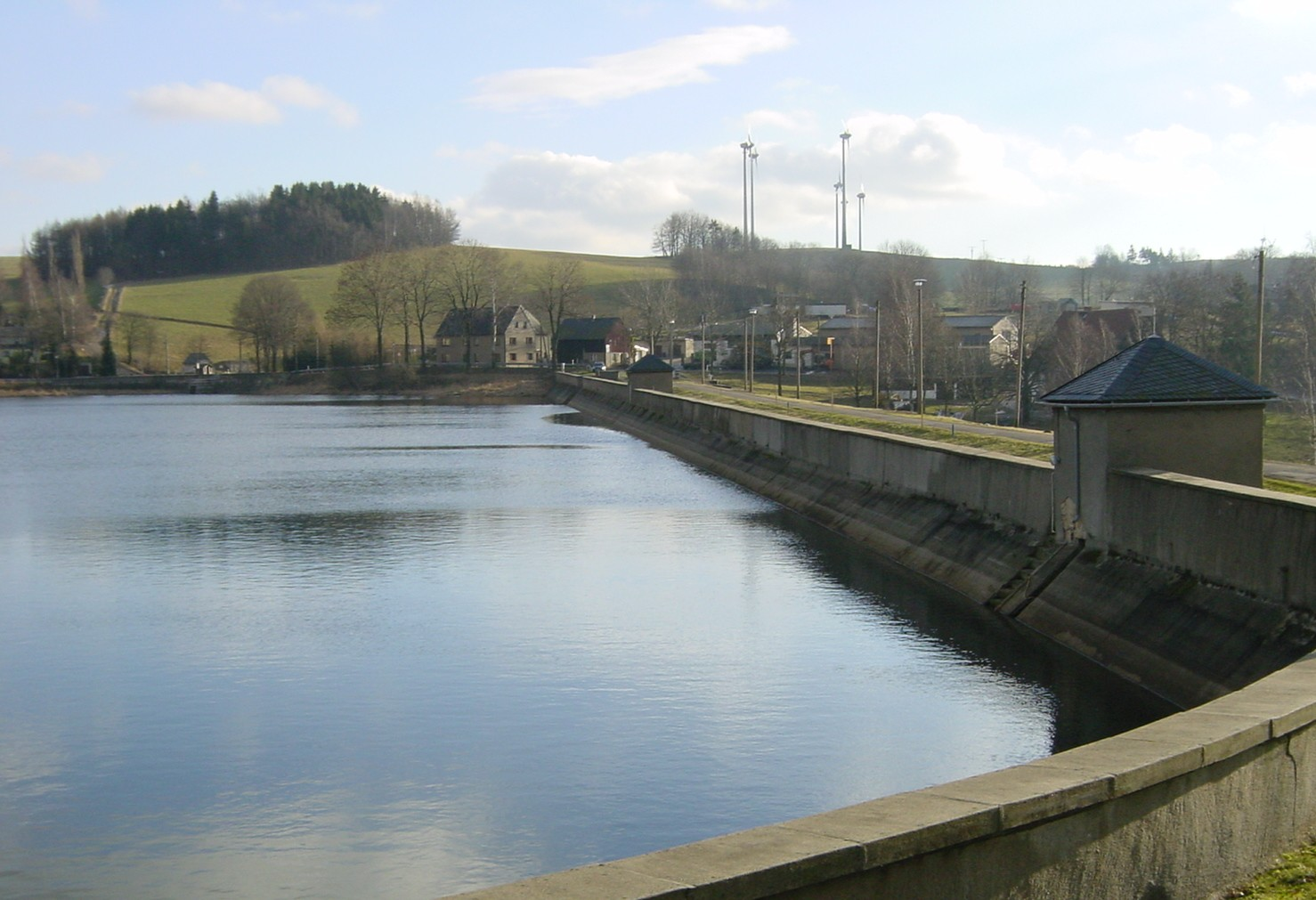
Dittmannsdorfer Teich
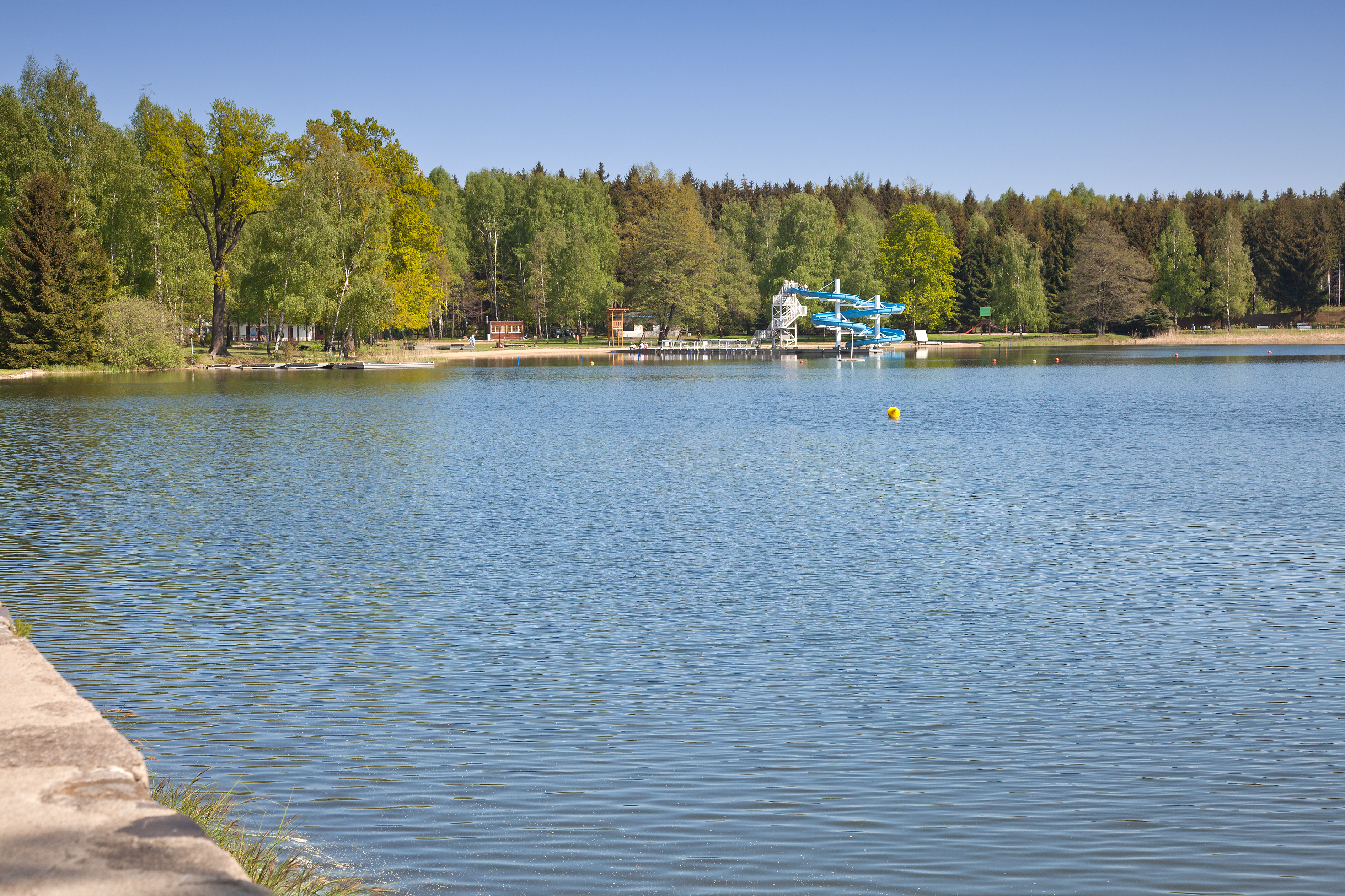
Erzengler Teich
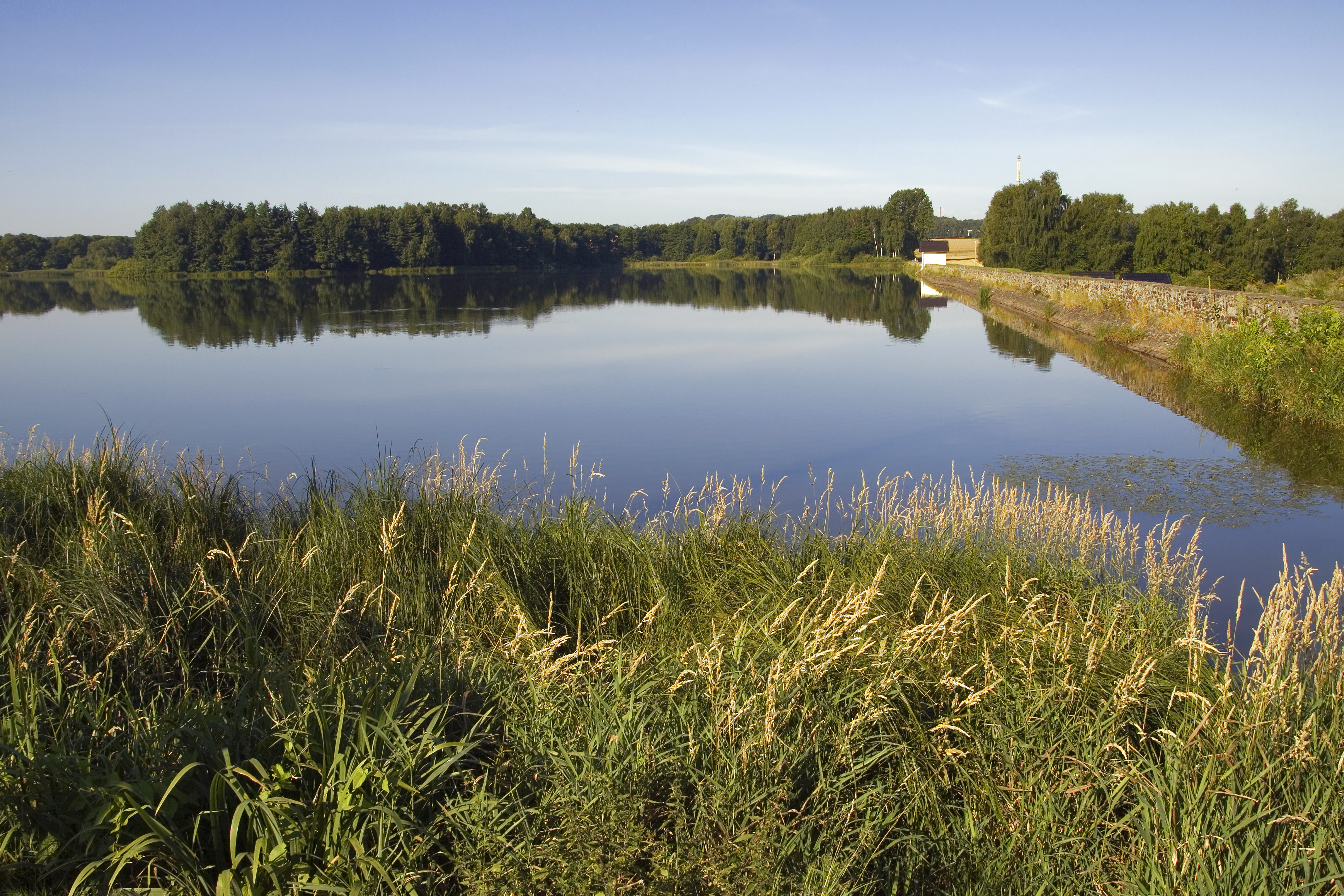
Hüttenteich
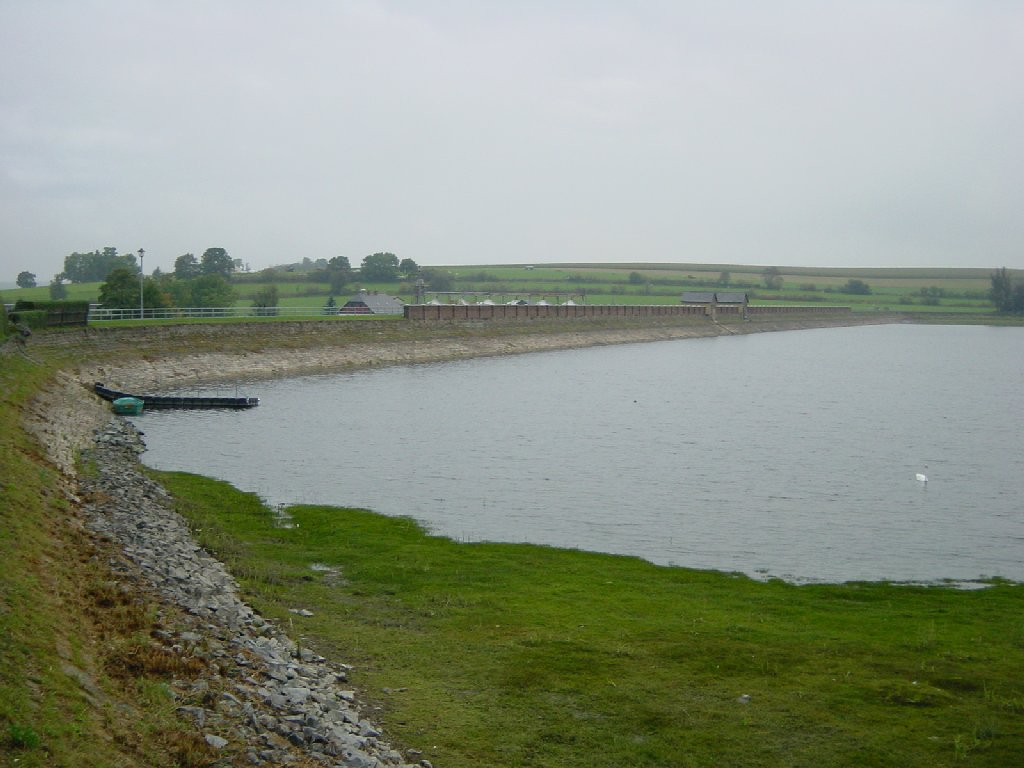
Oberer Großhartmannsdorfer Teich
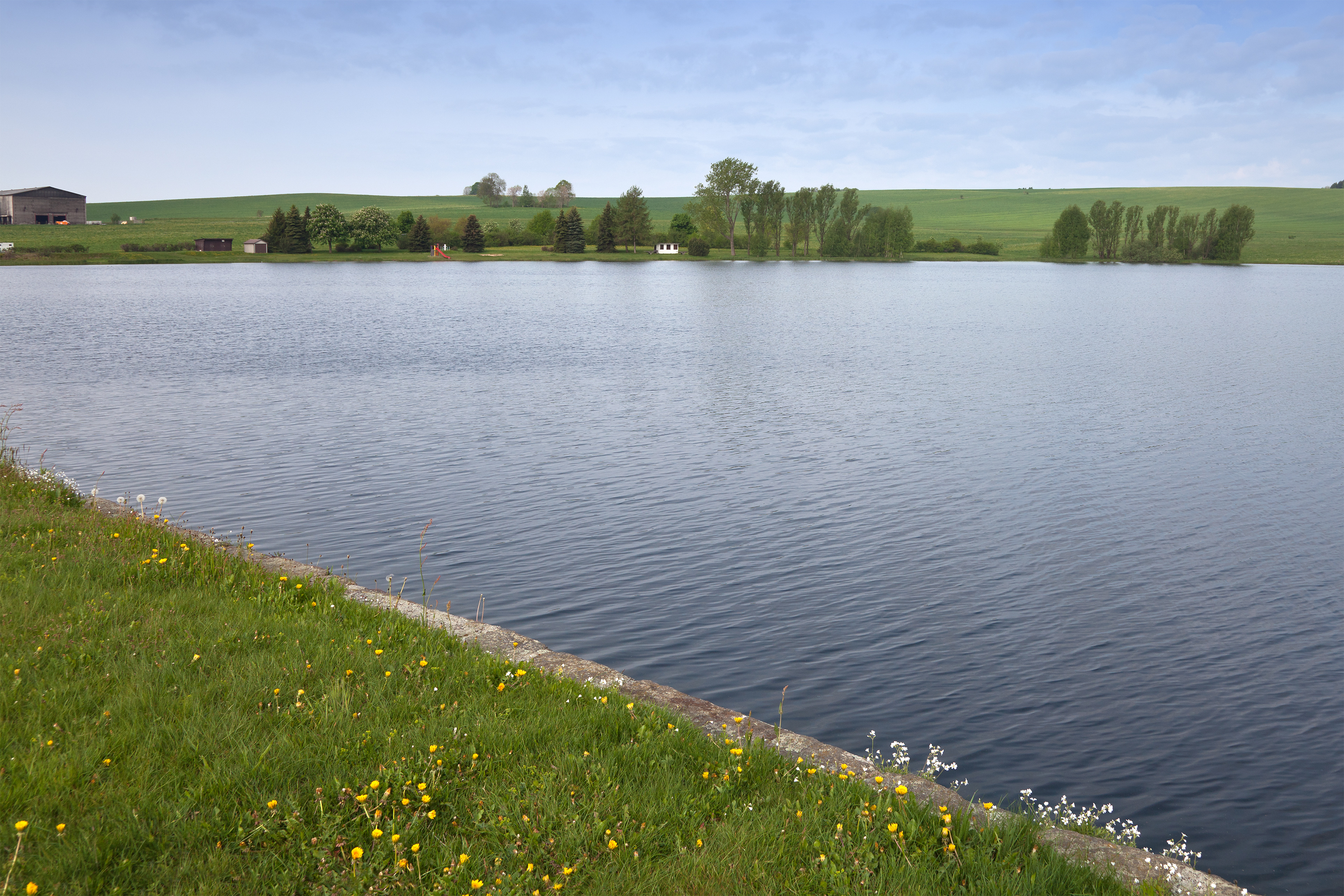
Mittlerer Großhartmannsdorfer Teich
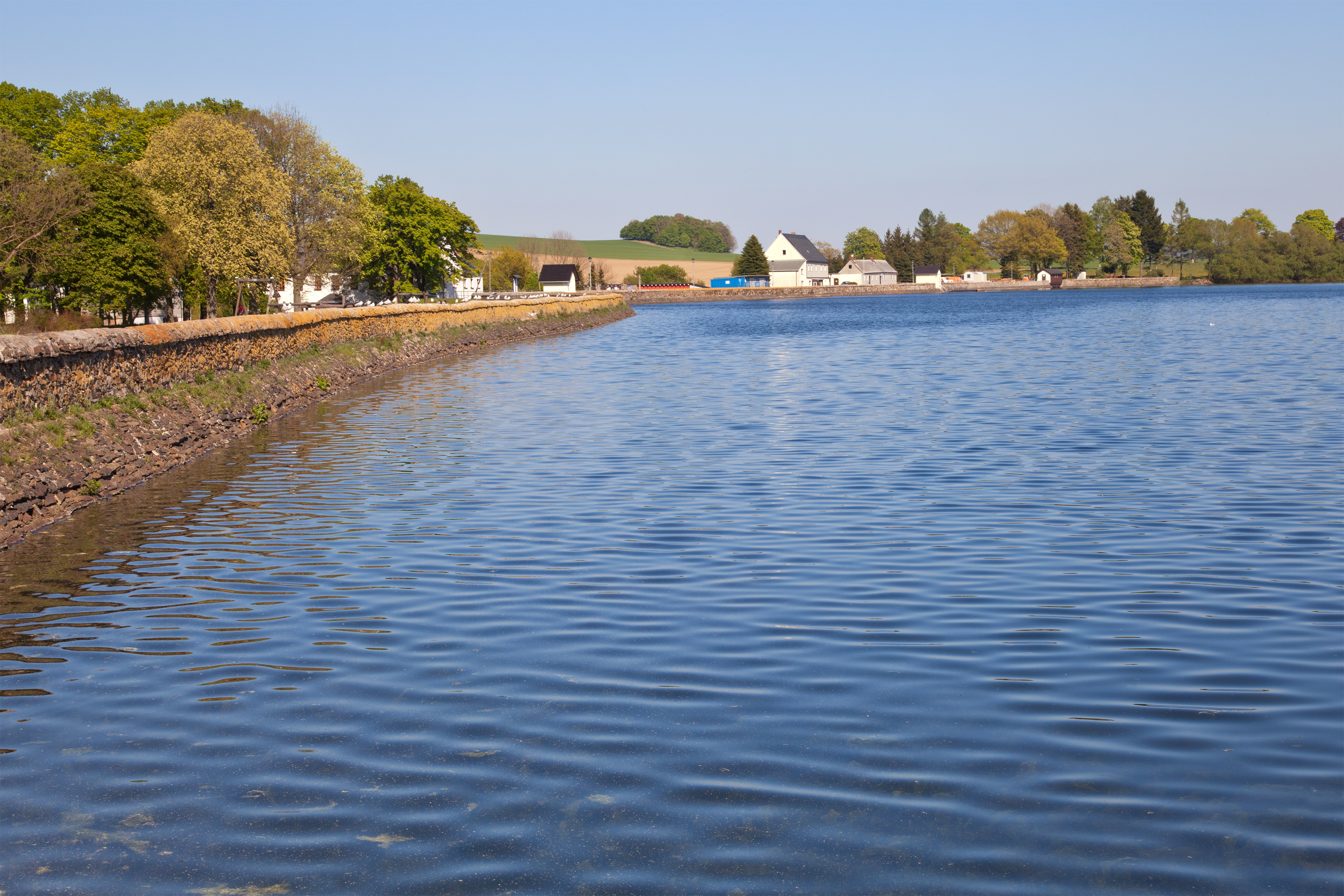
Unterer Großhartmannsdorfer Teich
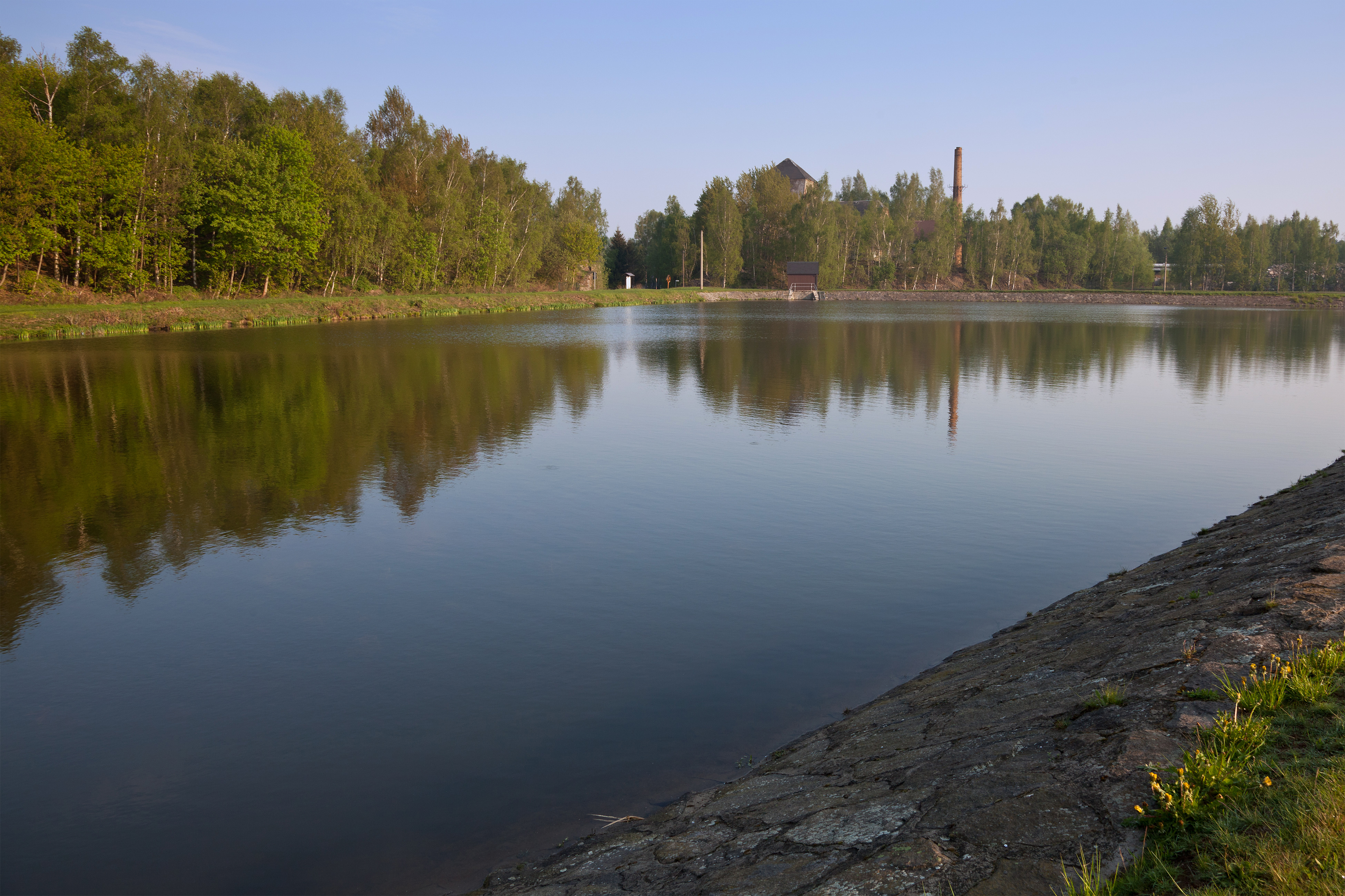
Konstantinteich
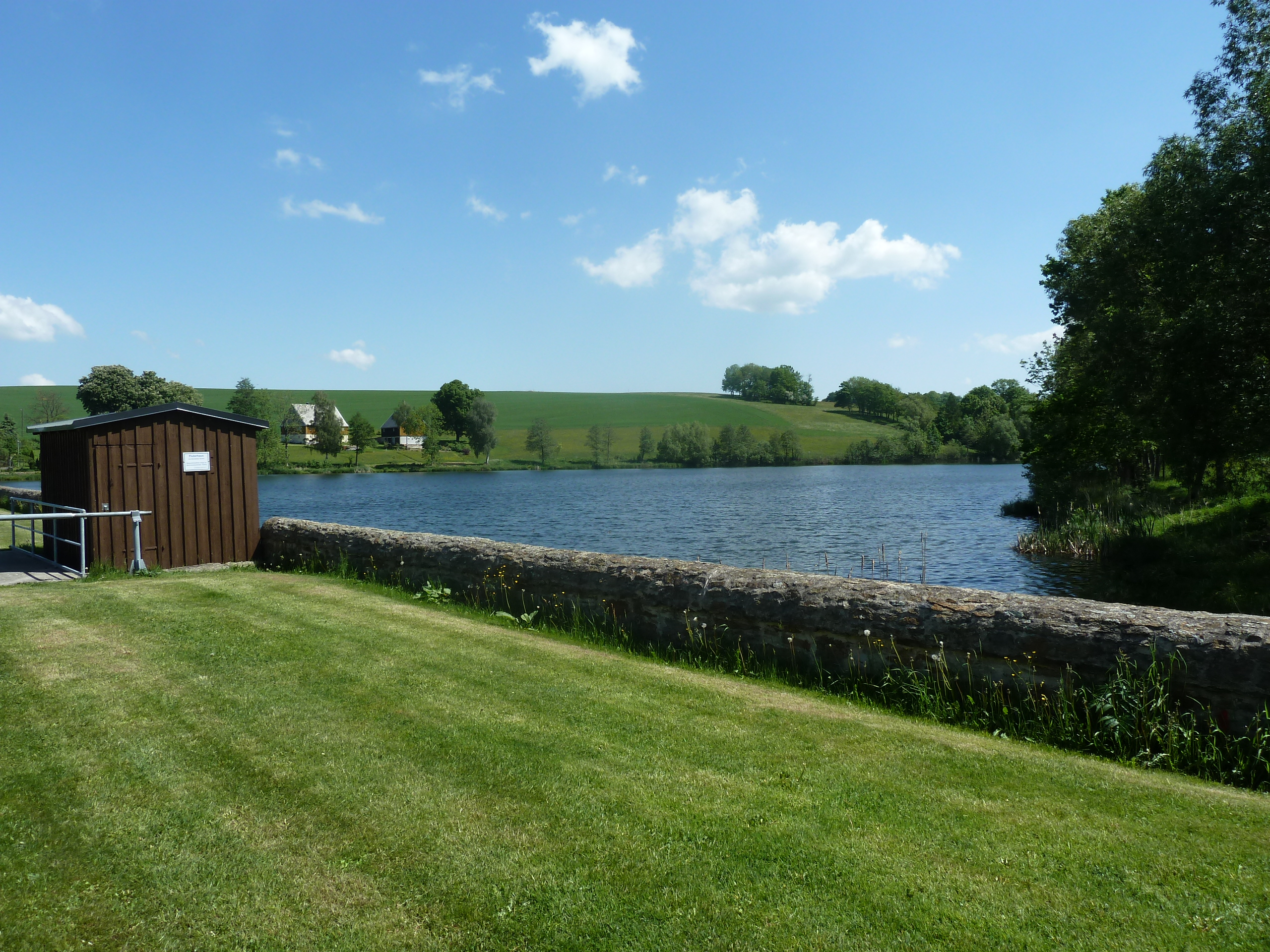
Obersaidaer Teich
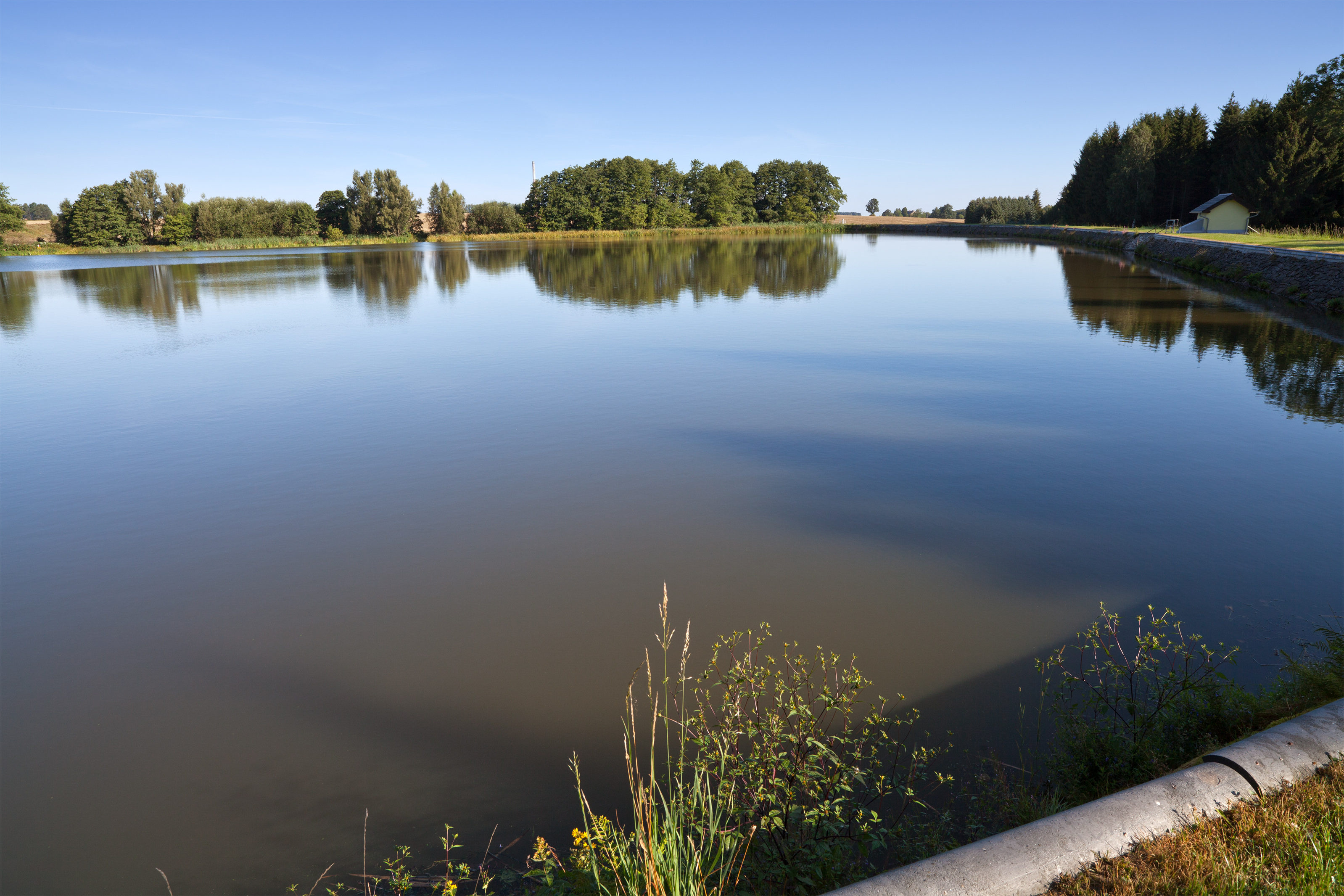
Rothbächer Teich
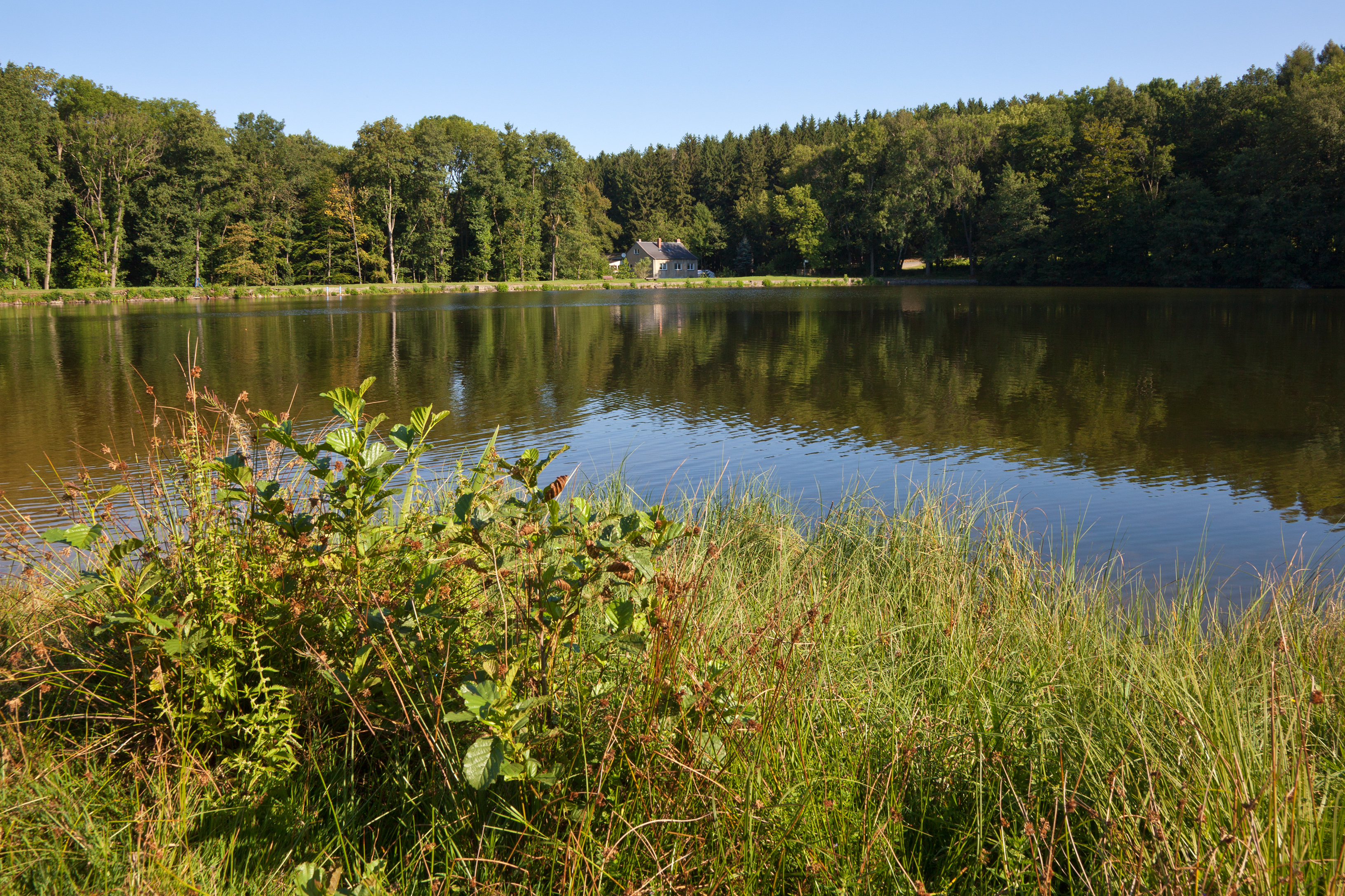
Unterer Pochwerkteich